# عنيق باجرة
عنيق باجرة قرية وبلدية تتبع ناحية السعن في منطقة سلمية في محافظة حماة في سورية.
تقع بلدية عنيق باجرة على مسافة 68 كم إلى الشرق من مدينة حماة. يقسمها طريق عام حماة – الرقة. تتربع على أطراف بادية الشام. مناخها شبه صحراوي وهي من منطقة الاستقرار الثالثة معدلها المطري السنوي لا يتجاوز 350 ملم.
تضم البلدية قرى عنيق باجرة وأبو الكسور وأبو حريج وكباسين العرب والعوجة ولها جميعاً مخططات تنظيمية مصدقة ، ومزارع : حجيلة وطوطح ودهش. أيضاً لها مخططات توجيهية نافذة ، ويبلغ عدد سكانها بحدود 5800 نسمة.